# Jan Kanty Stadnicki (zm. 1814)
Jan Kanty Stadnicki herbu Szreniawa (ur. 1751, zm. 8 kwietnia 1814) – sędzia ziemiański opoczyński, szambelan królewski, łowczy opoczyński w latach 1788–1814.

## Życiorys
Był komisarzem Sejmu Czteroletniego z powiatu radomskiego województwa sandomierskiego do szacowania intrat dóbr ziemskich w 1789 roku. W 1790 odznaczony Orderem Świętego Stanisława.
Pochowany w Potworowie.